# Amar y temer
Amar y temer es una telenovela colombiana de corte histórico producida por Sony Pictures Television para Caracol Televisión en 2011. Está protagonizada por Diana Hoyos y Salvador del Solar, con las participaciones antagónicas de Nicolás Montero, Andreína Caro, Estefanía Godoy y Diana Angel. Se estrenó el 23 de febrero de 2011.  
Cuenta la historia de una mujer que lucha por la libertad y la igualdad de derechos de las mujeres en medio de los años cincuenta del siglo XX, época en que Colombia se vio marcada por la violencia bipartidista y el surgimiento de las guerrillas campesinas. La telenovela fue llamada inicialmente Tiempos de la violencia. 
Fue aclamada por la crítica nacional y muchos críticos especializados la consideran como la mejor producción hecha en la historia de la televisión colombiana [cita requerida], resaltando su gran calidad tanto actoral, argumentativa y de producción. Aun así, no logró el éxito esperado.

## Sinopsis
En la década los años cincuenta, ser mujer era una carga difícil de llevar. Eran tiempos donde las mujeres vivían reprimidas, los hombres tenían todas las oportunidades y el matrimonio era una imposición. Esta era una época donde amar era temer. 
Alicia Benítez, una líder de la lucha feminista, sueña con cambiar las injusticias y anhela estudiar en la universidad, pero será obligada a casarse con Pascual Ordóñez, un despiadado líder conservador del pueblo Güicán y jefe de la policía secreta. La situación no puede ser peor para Alicia; la joven había tenido que abandonar a su novio, al cual se le había entregado por amor, y por ser "impura" se enfrentará al maltrato de su esposo. Durante un largo año, Alicia deberá pagar con humillaciones y maltrato psicológico y físico el no haber llegado virgen al matrimonio.
Tanto sufrimiento la llevará a involucrarse en una aventura en la que conocerá a su verdadero amor: Simón Oviedo, un reconocido boxeador que accidentalmente mata a su mejor amigo en el cuadrilátero y por remordimiento renuncia al boxeo. Pero una noche, aprovechando que Pascual Ordóñez se encuentra fuera del pueblo, Alicia fingirá su suicidio y viajará a Bogotá disfrazada de hombre y con la identidad falsa de Alberto Aragón. La joven se inscribe con su falsa identidad en la Facultad de Derecho de Universidad Externado de Colombia y empieza a conseguir como hombre todo lo que deseó como mujer. 
La noche en que Alicia se instala en su pensión, la joven le salva la vida a un borracho que sufre graves heridas al caer por las escaleras: el propio Simón. Desde ese momento, entre los dos "hombres" surgirá una amistad que se estrechará con el paso del tiempo. Un día, por caprichos del destino, Simón regresa a la pensión antes de lo esperado y encuentra a Alicia en la habitación de su amigo, lo que obliga a la joven a inventarse que es Magdalena, prima de Alberto, que está de visita. 
Deslumbrado por la belleza de Magdalena, Simón presiona a Alberto para que le organice una cita. Esto desatará un amor prohibido y Alicia terminará en una situación paradójica; pues se convierte en “consejero” sentimental del hombre que poco a poco la enamorará. Sin embargo, cuando por fin Alicia (junto con sus dos identidades falsas) y Simón creen estar controlando la situación, Pascual Ordóñez descubrirá que su esposa nunca murió, y buscará venganza.

## Reparto
| Actor / Actriz            | Personaje                       | Breve descripción |
| ------------------------- | ------------------------------- | --- |
| Diana Hoyos               | Alicia Benítez / Alberto Aragón | Es una mujer feminista e independiente la cual quiere lograr valer los derechos de la mujer en el año 1950 "aproximadamente". |
| Salvador del Solar        | Simón Oviedo "El Destructor"    | Es un hombre inseguro, tolerante y caballeroso. Es el "destructor Oviedo" el cual quiere llegar a ser el campeón mundial y el primer colombiano en ser reconocido. |
| Nicolás Montero           | Pascual Ordóñez                 | Es un hombre temerario, conservador y poderoso. Es el esposo de Alicia a quien ama profundamente pero jamás se lo demuestra ya que es un hombre que jamás aprendió a tratar bien a las mujeres. Es el amante de Rubí Maldonado quien lo engaña con su mano derecha y lo envenena con chismes hacia Alicia. Cuando Alicia finge su muerte, sufre un gran trauma el cual disimula. |
| Diana Ángel               | Dora Almanzar                   | Es una mujer feminista, envidiosa, traidora y falsa que solo piensa en el beneficio propio. Termina en la cárcel de mujeres "El Buen Pastor". |
| Estefanía Godoy           | Flor Rincón                     | Es una mujer astuta e inteligente pero muy malvada. Es una chica muy inocente pero a medida que pasa la historia se va convirtiendo en el demonio vestido de mujer. Es asesinada por Pascual. |
| Andreína Caro             | Rubí Maldonado                  | Es una mujer hermosa, sexy y muy ambiciosa. Es prácticamente la amante de Pascual Ordóñez la cual sueña con casarse con él. Es asesinada por Gonzalo. |
| Linda Lucía Callejas      | Dolores Aragón de Benítez       | Es la mamá de Alicia, una mujer acomodada que con la muerte de su esposo descubrió lo que eran las necesidades económicas. Es asesinada por Gonzalo. |
| Adriana Arango            | Juana Guzmán                    | Es la profesora de colegio de Alicia, integrante del " Movimiento de Acción Femenina". Al final de esta historia se casa con Teófilo, el entrenador de Simón Oviedo. |
| Jimmy Vásquez             | Gonzalo Pérez                   | Es el empleado subordinado de Pascual Ordóñez, hace las labores de sicario o matón ordenadas por Pascual. Al final de esta historia termina en la cárcel tras haber confesado todos los crímenes de Pascual Ordóñez. |
| Félix Antequera           | Teófilo Garces                  | Entrenador de Boxeo. Al final se casa con la profesora Juana. |
| Maria Teresa Carrasco Rey | Graciela                        | Esposa de Teófilo abandonada en Cuba, viaja para recuperar a su marido, pero no lo logra. |
| Edgardo Román             | Padre Argüello                  | Cómplice de pascual. Es asesinado por Flor Rincón. |
| Germán Patiño             | Alejandro Sandoval              | Enamorado de Dora, luego rompe el compromiso porque se enamora de Alicia a pesar de que esta no le corresponde. |
| Andrés Parra              | Román Ortiz                     | Cómplice de Pascual. Hacían negocios. |
| Daniel Rocha              | Hugo                            | Es el dueño de la pensión donde vive Simón Oviedo. |
| Katherine Porto           | Catalina                        | Es una mujer ambiciosa que sólo era novia de Simón por su dinero. Es asesinada por Gonzalo. |
| Patricia Polanco          | Dra. Esmeralda Arboleda         | Es la líder del "Movimiento de Acción Femenina", profesora de Derecho. |
| Anderson Otalvaro         | Arturo                          | Boxeador. Pasa a ser cómplice de Pascual y se enamora de Dora y esta le corresponde aunque no llegan a tener algo serio. Dora es obligada a llevarlo a un lugar en el que era esperado por Pascual, Mike y Gonzalo y es asesinado por Mike. |

## Premios y nominaciones

### Premios India Catalina
| Año  | Categoría                                       | Nominado                                           | Resultado |
| ---- | ----------------------------------------------- | -------------------------------------------------- | --------- |
| 2012 | Mejor Telenovela                                | Amar y temer                                       | Nominada  |
| 2012 | Mejor Actriz Protagónica de Telenovela          | Diana Hoyos                                        | Nominada  |
| 2012 | Mejor Actor Protagónico de Telenovela           | Salvador del Solar                                 | Nominado  |
| 2012 | Mejor actriz antagónica de telenovela y/o serie | Diana Ángel                                        | Nominada  |
| 2012 | Mejor actor antagónico de telenovela y/o serie  | Nicolás Montero                                    | Nominado  |
| 2012 | Mejor historia y libreto original de telenovela | Dago García                                        | Nominado  |
| 2012 | Mejor director de telenovela                    | Germán Porras, Andrés Biermann y Unai Amuchástegui | Nominados |
| 2012 | Mejor arte de novela                            | Amar y temer                                       | Ganadora  |
| 2012 | Mejor banda sonora de telenovela                | Amar y temer, Andrés Cepeda                        | Nominado  |
| 2012 | Mejor edición de telenovela                     | Wilmar Muñoz                                       | Nominada  |
| 2012 | Mejor fotografía de telenovela                  | Amar y temer                                       | Nominada  |

### Premios TVyNovelas
| Año  | Categoría                                     | Nominado                                           | Resultado |
| ---- | --------------------------------------------- | -------------------------------------------------- | --------- |
| 2012 | Novela Favorita                               | Amar y temer                                       | Nominada  |
| 2012 | Protagonista Femenina Favorita de Telenovela  | Diana Hoyos                                        | Nominada  |
| 2012 | Protagonista Masculino Favorito de Telenovela | Salvador del Solar                                 | Nominado  |
| 2012 | Villano Favorito de Telenovela                | Nicolás Montero                                    | Nominado  |
| 2012 | Tema Musical Favorito                         | Amar y temer Andrés Cepeda                         | Nominado  |
| 2012 | Libretista Favorito                           | Dago García                                        | Nominado  |
| 2012 | Director Favorito de Telenovela o Serie       | Germán Porras, Andrés Biermann y Unai Amuchástegui | Nominados |